# أتسكو يويا
أتسكو يويا (湯屋敦子 يويا أتسكو) هي ممثلة يابانية ولدت في 1 سبتمبر 1970 في محافظة ناغاساكي.

## أدوارها في الأنمي

### مسلسلات أنمي تلفزيونية
- بليتش - جاكي تريستان
- كاتاناغاتاري - تسوروغا ميساي
- كاتيكيو هيتمان ريبورن! - لوسي، أريا
- أوكيكو فوريكابوتّيه 〜فصل بطولة الصيف〜 - ميساي أبيه
- نودامي كانتابيلي - يوكو نودا
- نودامي كانتابيلي: الخاتمة - يوكو نودا
- وولفز راين - كول
- إيرغو بروكسي - كوين
- المحقق كونان - ميواكو ساتو
- الملعقة الفضية - إيتشيكو فوجي
- معرض الفن المزيف - أساراما

### أفلام أنمي
- سلسلة أفلام المحقق كونان - ميواكو ساتو

## أدوارها في ألعاب الفيديو
- مارفل VS كابكوم 3 - جيل فالنتاين
- ألتيميت مارفل VS كابكوم 3 - جيل فالنتاين

## أدوارها في الدبلجة اليابانية
- 24 - ميشيل ديسلر
- الكنز الوطني - أبيغيل تشيس
- السيد والسيدة سميث - جين سميث

## وصلات خارجية
- أتسكو يويا على موقع IMDb (الإنجليزية)
- أتسكو يويا على موقع ميوزك برينز (الإنجليزية)
- أتسكو يويا على موقع قاعدة بيانات الفيلم (الإنجليزية)